# Persicaria dubia
Persicaria dubia là một loài thực vật có hoa trong họ Rau răm. Loài này được (Stein ex A. Br.) Fourr. mô tả khoa học đầu tiên năm 1869.